# .297/250 Rook
O .297/250 Rook é um cartucho de fogo central metálico pequeno, já obsoleto, criado no Reino Unido pela Holland & Holland no início da década de 1890, que utilizavam pólvora negra e tinha um formado de "garrafa".

## Visão geral
O .297/250 Rook é um cartucho de fogo central, de aro estreito originalmente projetado para uso em rifles para uso em caça de pequeno porte e tiro ao alvo.
Este cartucho foi introduzido pela Holland & Holland no início da década de 1890, alargando o "pescoço" do .297/230 Morris Long para 0,250 pol. (6,4 mm). Este cartucho é um contemporâneo do .255 Jeffery Rook e após seu lançamento, ambos competiram fortemente com o .300 Rook.
Tal como aconteceu com outros cartuchos para "Rook rifles", o .297/250 Rook foi substituído, a partir de 1906, pelo .22 Long Rifle.

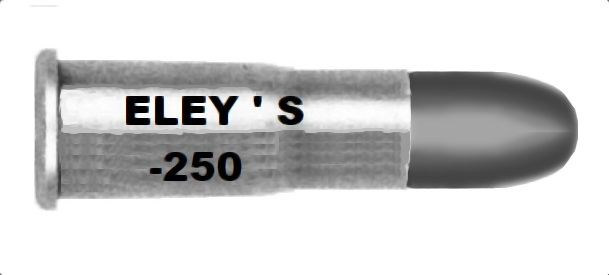
Ilustração de um .297/250 Rook.

## Dimensões

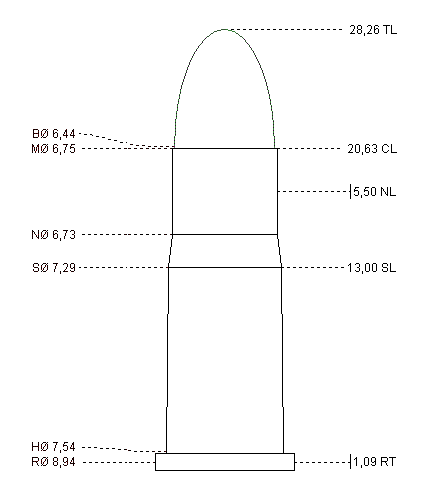